# Mariano Andújar
Mariano Gonzalo Andújar (Buenos Aires, 30 luglio 1983) è un ex calciatore argentino, di ruolo portiere.
Con la nazionale argentina è stato vicecampione del mondo nel 2014.

## Carriera

### Club

#### Huracán
Cresciuto calcisticamente nell'Huracán, dopo le trafile giovanili viene promosso in prima squadra nel 2002, riuscendo a disputare 7 partite fino a fine stagione. L'anno successivo, che vede il club di Buenos Aires retrocedere in Primera B Nacional, rimane in rosa, pur non scendendo mai in campo. Nei due anni seguenti trova sempre maggiore spazio, collezionando 17 presenze nella stagione 2004-2005 e disputando da titolare la stagione 2005-2006, con 36 presenze.

#### Palermo
Il 31 agosto 2005, nell'ultimo giorno di calciomercato, viene acquistato dal Palermo in prestito con diritto di riscatto. Inizialmente considerato il terzo portiere della rosa alle spalle di Matteo Guardalben e Nicola Santoni, a seguito dell'infortunio del primo riesce a superare Santoni nelle gerarchie interne e a trovare spazio in formazione, esordendo in Serie A il 26 ottobre 2005, a 22 anni, nel successo interno per 3-0 contro il Lecce.
Con la sessione invernale del calciomercato, che vede la società siciliana cedere Guardalben e Santoni ed acquistare Federico Agliardi, Andújar torna prevalentemente in panchina. Conclude la stagione con 11 presenze in campionato, 7 in Coppa UEFA e 3 in Coppa Italia.

#### Estudiantes e Catania
Nel 2006 passa all'Estudiantes di Diego Simeone, in Primera División, con cui conquista da titolare il titolo di Apertura 2006, dopo lo spareggio col Boca Juniors, e la Coppa Libertadores 2009. Proprio in Coppa Libertadores riesce nell'impresa di non subire gol in casa per più di 800 minuti, infrangendo così il record precedente di Hugo Gatti. Conclude il suo ritorno in Argentina con 104 presenze nel club di La Plata.
Il 24 giugno 2009 il Catania annuncia l'acquisto del portiere, che si lega alla società etnea con un contratto quadriennale. Nella prima stagione al Catania gioca 35 partite in campionato subendo 41 gol, mentre nella stagione 2010-2011 gioca tutte le partite di campionato tranne l'ultima, e le reti incassate sono 49. A fine 2011, prima della pausa natalizia della stagione, ha delle divergenze con la società etnea, così viene messo fuori rosa e conseguentemente sul mercato.
Il 19 gennaio 2012 fa ritorno all'Estudiantes, in prestito semestrale per poco più di 100.000 dollari.

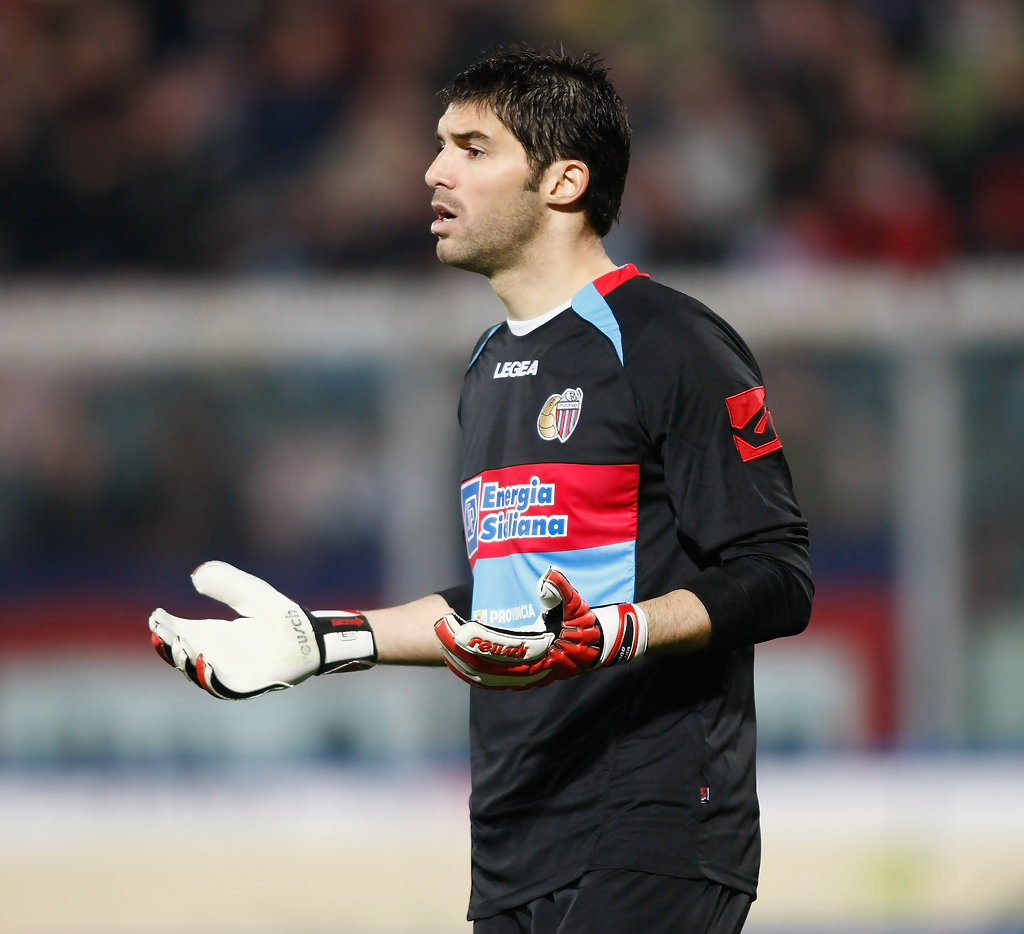
Andújar al nel 2010

A fine stagione, scaduto il prestito, fa ritorno al Catania. Nel derby contro il Palermo della 33ª giornata di campionato, a pochi secondi dal gol del pareggio degli avversari (1-1), si dirige verso Édgar Barreto e, dopo aver ricevuto una testata, afferrandolo con veemenza al collo, lo colpisce con dei pugni allo stomaco: è questa la motivazione del Giudice Sportivo per il quale viene squalificato per tre turni a seguito dell'espulsione al 95'. Il 23 maggio 2013 rinnova il suo contratto con gli etnei per altri due anni, fino al 30 giugno 2015.

#### Napoli
Il 28 gennaio 2014 viene acquistato in compartecipazione dal Napoli, che lo lascia in prestito agli etnei fino a fine stagione. Il 19 giugno la compartecipazione viene rinnovata con il calciatore che rientra quindi al Napoli, dove sceglie la maglia numero 45.
Inizialmente riserva di Rafael, debutta l'11 dicembre 2014 in Uefa Europa League contro lo Slovan Bratislava. Titolare negli ottavi di Coppa Italia contro l'Udinese il 22 gennaio 2015, para il rigore decisivo che ferma il risultato sul 7-6. Esordisce in campionato da titolare il 23 febbraio, nella vittoriosa sfida casalinga con il Sassuolo della 24ª giornata (2-0), agevolato dalle incerte prestazioni del compagno di reparto Rafael. Da questa gara in poi assume il ruolo di portiere titolare fino al termine della stagione, collezionando complessivamente 27 presenze tra campionato e coppe.
Il 25 giugno 2015 il Catania, a seguito dello scandalo per le partite combinate in Serie B, non rilascia alcuna offerta per la comproprietà di Andujar: il portiere argentino diviene quindi interamente del Napoli.

#### Il ritorno all'Estudiantes
L'8 settembre 2015 il portiere argentino ritorna all'Estudiantes (LP) a titolo temporaneo. Il 25 luglio 2016 viene acquistato a titolo definitivo dal club biancorosso per 500.000 euro, firmando un contratto triennale.
Il 16 febbraio 2022, al termine della gara di coppa vinta 
per 3-2 contro la sua ex squadra dell'Huracán, è protagonista di uno scontro con i tifosi avversari che, secondo lo stesso Andújar, lo avevano insultato riferendo insulti anche al defunto padre. A seguito di ciò la federcalcio argentina gli commina una multa di 800 mila pesos.
Il 9 marzo 2022, in occasione della vittoria sull'Everton valida per la terza fase della Copa Libertadores, ha raggiunto quota 41 partite nella massima competizione federale sudamericana con la maglia dell'Estudiantes, superando così il record di Juan Sebastián Verón (40). Poche settimane dopo, il 20 marzo, in occasione della gara della Coppa di lega contro il Gimnasia (LP), diventa il quinto calciatore pincharrata per numero di presenze, e il primo nel ruolo di portiere.
Nel febbraio del 2023, poco dopo l'inizio della nuova stagione, Andújar annuncia la volontà di ritirarsi dal calcio giocato al termine del campionato, al fine di intraprendere una carriera da allenatore.

### Nazionale
Convocato in nazionale per la prima volta nel giugno 2009, debutta con la stessa il seguente 6 giugno nella sfida casalinga contro la Colombia, vinta dai padroni di casa per 1-0. Gioca titolare anche la sfida seguente contro la nazionale ecuadoregna, stavolta perdendo per 2-0, rimpiazzando il precedente numero 1 argentino Juan Pablo Carrizo.
Nel 2010 viene convocato dal commissario tecnico Diego Maradona per i mondiali in Sudafrica del 2010 come secondo portiere, dietro a Sergio Romero, senza essere mai schierato.
Il 1º giugno 2011 riceve la pre-convocazione per la Copa América 2011, venendo inserito in una lista di 26 calciatori da cui poi usciranno i 23 definitivi. Il 24 giugno viene inserito nella lista definitiva, con la maglia numero 21.
Il 2 giugno 2014 viene inserito nella lista dei 23 convocati per il Mondiale in Brasile, perso in finale contro la Germania (1-0 dopo i tempi supplementari).
Il 25 maggio 2015 viene inserito dal CT Gerardo Martino nella lista dei 23 convocati in vista della Copa América disputati in Cile; mentre l'anno successivo viene convocato per la Copa América Centenario negli Stati Uniti.

## Statistiche

### Presenze e reti nei club
Statistiche aggiornate al 4 ottobre 2022.
| Stagione           | Squadra            | Campionato         | Campionato | Campionato | Coppe nazionali | Coppe nazionali | Coppe nazionali | Coppe internazionali | Coppe internazionali | Coppe internazionali | Altre coppe | Altre coppe | Altre coppe | Totale | Totale |
| Stagione           | Squadra            | Comp               | Pres       | Reti       | Comp            | Pres            | Reti            | Comp                 | Pres                 | Reti                 | Comp        | Pres        | Reti        | Pres   | Reti   |
| ------------------ | ------------------ | ------------------ | ---------- | ---------- | --------------- | --------------- | --------------- | -------------------- | -------------------- | -------------------- | ----------- | ----------- | ----------- | ------ | ------ |
| 2002-2003          | Huracán            | SD                 | 7          | -?         | -               | -               | -               | -                    | -                    | -                    | -           | -           | -           | 7      | -?     |
| 2003-2004          | Huracán            | SD                 | 17         | -?         | -               | -               | -               | -                    | -                    | -                    | -           | -           | -           | 17     | -?     |
| 2004-2005          | Huracán            | PD                 | 36         | -?         | -               | -               | -               | -                    | -                    | -                    | -           | -           | -           | 36     | -?     |
| Totale Huracán     | Totale Huracán     | Totale Huracán     | 60         | -?         |                 |                 |                 |                      |                      |                      |             |             |             | 60     | -?     |
| 2005-2006          | Palermo            | A                  | 11         | -10        | CI              | 3               | -5              | CU                   | 7                    | -6                   | -           | -           | -           | 21     | -21    |
| 2006-2007          | Estudiantes (LP)   | PD                 | 35+1       | -26+; -1   | -               | -               | -               | -                    | -                    | -                    | -           | -           | -           | 36     | -27    |
| 2007-2008          | Estudiantes (LP)   | PD                 | 36         | -35        | -               | -               | -               | CS+CL                | 2+8                  | -3+; -8              | -           | -           | -           | 46     | -46    |
| 2008-2009          | Estudiantes (LP)   | PD                 | 34         | -34        | -               | -               | -               | CS+CL                | 10+16                | -9+; -8              | -           | -           | -           | 60     | -51    |
| 2009-2010          | Catania            | A                  | 35         | -41        | CI              | 0               | 0               | -                    | -                    | -                    | -           | -           | -           | 35     | -41    |
| 2010-2011          | Catania            | A                  | 37         | -49        | CI              | 0               | 0               | -                    | -                    | -                    | -           | -           | -           | 37     | -49    |
| 2011-gen. 2012     | Catania            | A                  | 16         | -23        | CI              | 1               | -1              | -                    | -                    | -                    | -           | -           | -           | 17     | -24    |
| gen.-giu. 2012     | Estudiantes (LP)   | PD                 | 18         | -19        | -               | -               | -               | -                    | -                    | -                    | -           | -           | -           | 18     | -19    |
| 2012-2013          | Catania            | A                  | 34         | -39        | CI              | 1               | 0               | -                    | -                    | -                    | -           | -           | -           | 35     | -39    |
| 2013-2014          | Catania            | A                  | 24         | -42        | CI              | 1               | -4              | -                    | -                    | -                    | -           | -           | -           | 25     | -46    |
| Totale Catania     | Totale Catania     | Totale Catania     | 146        | -194       |                 | 3               | -5              |                      | -                    | -                    |             | -           | -           | 149    | -199   |
| 2014-2015          | Napoli             | A                  | 15         | -24        | CI              | 4               | -4              | UCL+UEL              | 0+8                  | 0 + -6               | SI          | 0           | 0           | 27     | -34    |
| 2016               | Estudiantes (LP)   | PD                 | 11+1       | -7; 0      | -               | -               | -               | CS                   | 2                    | -2                   | -           | -           | -           | 14     | -9     |
| 2016-2017          | Estudiantes (LP)   | PD                 | 24         | -19        | -               | -               | -               | CL+CS                | 6+4                  | -8+;-2               | -           | -           | -           | 34     | -29    |
| 2017-2018          | Estudiantes (LP)   | PD                 | 26         | -24        | CA              | 1               | -3              | CL                   | 8                    | -7                   | -           | -           | -           | 35     | -34    |
| 2018-2019          | Estudiantes (LP)   | PD                 | 24         | -24        | CA+CdlS         | 4+4             | -4+;-2          | -                    | -                    | -                    | -           | -           | -           | 32     | -30    |
| 2019-2020          | Estudiantes (LP)   | PD                 | 23         | -22        | CA+CdL          | 1+11            | -1+;-12         | -                    | -                    | -                    | -           | -           | -           | 35     | -35    |
| 2021               | Estudiantes (LP)   | PD                 | 25         | -31        | CdL             | 13              | -8              | -                    | -                    | -                    | -           | -           | -           | 38     | -39    |
| 2022               | Estudiantes (LP)   | PD                 | 21         | -27        | CA+CdL          | 1+13            | -1+;-16         | CL                   | 13                   | -4                   | -           | -           | -           | 48     | -48    |
| Totale Estudiantes | Totale Estudiantes | Totale Estudiantes | 277+2      | -268+; -1  |                 | 48              | -47             |                      | 69                   | -51                  |             |             |             | 396    | -367   |
| Totale carriera    | Totale carriera    | Totale carriera    | 511        | -496+; -1  |                 | 58              | -61             |                      | 84                   | -63                  |             |             |             | 653    | -621+  |

### Cronologia presenze e reti in nazionale
| Cronologia completa delle presenze e delle reti in nazionale ― Argentina | Cronologia completa delle presenze e delle reti in nazionale ― Argentina | Cronologia completa delle presenze e delle reti in nazionale ― Argentina | Cronologia completa delle presenze e delle reti in nazionale ― Argentina | Cronologia completa delle presenze e delle reti in nazionale ― Argentina | Cronologia completa delle presenze e delle reti in nazionale ― Argentina | Cronologia completa delle presenze e delle reti in nazionale ― Argentina | Cronologia completa delle presenze e delle reti in nazionale ― Argentina |
| Data                                                                     | Città                                                                    | In casa                                                                  | Risultato                                                                | Ospiti                                                                   | Competizione                                                             | Reti                                                                     | Note                                                                     |
| ------------------------------------------------------------------------ | ------------------------------------------------------------------------ | ------------------------------------------------------------------------ | ------------------------------------------------------------------------ | ------------------------------------------------------------------------ | ------------------------------------------------------------------------ | ------------------------------------------------------------------------ | ------------------------------------------------------------------------ |
| 6-6-2009                                                                 | Buenos Aires                                                             | Argentina                                                                | 1 – 0                                                                    | Colombia                                                                 | Qual. Mondiali 2010                                                      | -                                                                        |                                                                          |
| 10-6-2009                                                                | Quito                                                                    | Ecuador                                                                  | 2 – 0                                                                    | Argentina                                                                | Qual. Mondiali 2010                                                      | -2                                                                       |                                                                          |
| 12-8-2009                                                                | Mosca                                                                    | Russia                                                                   | 2 – 3                                                                    | Argentina                                                                | Amichevole                                                               | -2                                                                       |                                                                          |
| 5-9-2009                                                                 | Rosario                                                                  | Argentina                                                                | 1 – 3                                                                    | Brasile                                                                  | Qual. Mondiali 2010                                                      | -3                                                                       |                                                                          |
| 26-3-2011                                                                | New York                                                                 | Stati Uniti                                                              | 1 – 1                                                                    | Argentina                                                                | Amichevole                                                               | -1                                                                       |                                                                          |
| 29-3-2011                                                                | San José                                                                 | Costa Rica                                                               | 0 – 0                                                                    | Argentina                                                                | Amichevole                                                               | -                                                                        |                                                                          |
| 7-10-2011                                                                | Buenos Aires                                                             | Argentina                                                                | 4 – 1                                                                    | Cile                                                                     | Qual. Mondiali 2014                                                      | -1                                                                       |                                                                          |
| 11-10-2011                                                               | Puerto La Cruz                                                           | Venezuela                                                                | 1 – 0                                                                    | Argentina                                                                | Qual. Mondiali 2014                                                      | -1                                                                       |                                                                          |
| 14-6-2013                                                                | Città del Guatemala                                                      | Guatemala                                                                | 0 – 4                                                                    | Argentina                                                                | Amichevole                                                               | -                                                                        |                                                                          |
| 14-8-2013                                                                | Roma                                                                     | Italia                                                                   | 1 – 2                                                                    | Argentina                                                                | Amichevole                                                               | -1                                                                       |                                                                          |
| 3-9-2014                                                                 | Düsseldorf                                                               | Germania                                                                 | 2 – 4                                                                    | Argentina                                                                | Amichevole                                                               | -                                                                        | 80’                                                                      |
| Totale                                                                   |                                                                          | Presenze                                                                 | 11                                                                       |                                                                          | Reti                                                                     | -11                                                                      |                                                                          |

## Palmarès

### Club

#### Competizioni nazionali
- Campionato argentino: 1

Estudiantes de la Plata: 2006
- Supercoppa italiana: 1

Napoli: 2014
- Coppa Argentina: 1

Estudiantes de la Plata: 2023

#### Competizioni internazionali
- Coppa Libertadores: 1

Estudiantes: 2009